# Lệ Thiên Nhuận
Lệ Thiên Nhuận 厲天閏 là một nhân vật hư cấu trong tác phẩm Hậu Thủy hử của tác giả Thi Nại Am. Lệ Thiên Nhuận giữ chức Trấn quốc đại tướng quân, phục vụ dưới trướng Phương Lạp, một thủ lĩnh lãnh đạo quân đội chống lại quân Tống do Tống Công Minh làm tiên phong.

## Xuất thân
Lệ Thiên Nhuận là một trong 4 nguyên soái của Phương Thiên Định (con trai Phương Lạp), được giao nhiệm vụ trấn giữ ải Độc Tùng. Dưới quyền Lệ Thiên Nhuận còn có 4 viên chính tướng là Lệ Thiên Hựu, Trương Kiểm, Trương Thao và Diêu Nghĩa.

## Giao chiến và tử trận
Chu Thông thừa lệnh Lư Tuấn Nghĩa đi thám thính ải Độc Tùng để dò xét tình hình, tuy nhiên Chu Thông bị lạc đường trong khi thám thính. Bất ngờ, Lệ Thiên Nhuận xuất hiện và giết chết Chu Thông.
Trong trận chiến sau đó, thủ hạ của Lệ Thiên Nhuận là Trương Thao đối đầu với Song thương tướng Đổng Bình. Lệ Thiên Nhuận tham gia trận chiến và đánh với Đổng Bình khoảng 10 hiệp. Tuy nhiên, tay của Đổng Bình vẫn còn chưa khỏi hẳn sau khi bị hoả pháo rơi vào, do vậy Một vũ tiễn Trương Thanh tiếp tục giao chiến với Lệ Thiên Nhuận quanh 1 cây tùng. Trương Thanh phóng thương đâm vào Lệ Thiên Nhuận nhưng Lệ Thiên Nhuận tránh được và cây thương bị mắc ở gốc tùng. Trương Thanh rút cây thương mãi không ra, trong lúc đó Lệ Thiên Nhuận xông tới phóng thương trúng ngực, giết chết Trương Thanh.
Sau khi quân Lương Sơn vượt qua ải Độc Tùng, Lệ Thiên Nhuận gặp và giao chiến với Lư Tuấn Nghĩa. Tuy nhiên chỉ sau 30 hiệp, Lệ Thiên Nhuận đã tỏ ra yếu thế và bị Lư Tuấn Nghĩa dùng thương đâm chết.